# 大韓航空801號班機空難
大韩航空801次航班（KAL801，KE801）是一班由韓國首尔金浦國際機場飛往關島安東尼奧·汪帕特國際機場的定期航班。1997年8月6日，一架波音747-300在执飞该航班时，于安東尼奧·汪帕特國際機場降落前坠毁于尼米兹山附近，机上254人中229人死亡。
美国国家运输安全委员会调查后指出，机组人员之间的沟通不畅以及机长在非精密进近方面的错误决策可能是造成这起事故的原因。这起事故是美国及其海外领土上最致命的有幸存者事故，是波音747-300型自开始运营以来发生的首次致命事故，也是至今唯一的一次致命事故。

## 飞机和机组人员

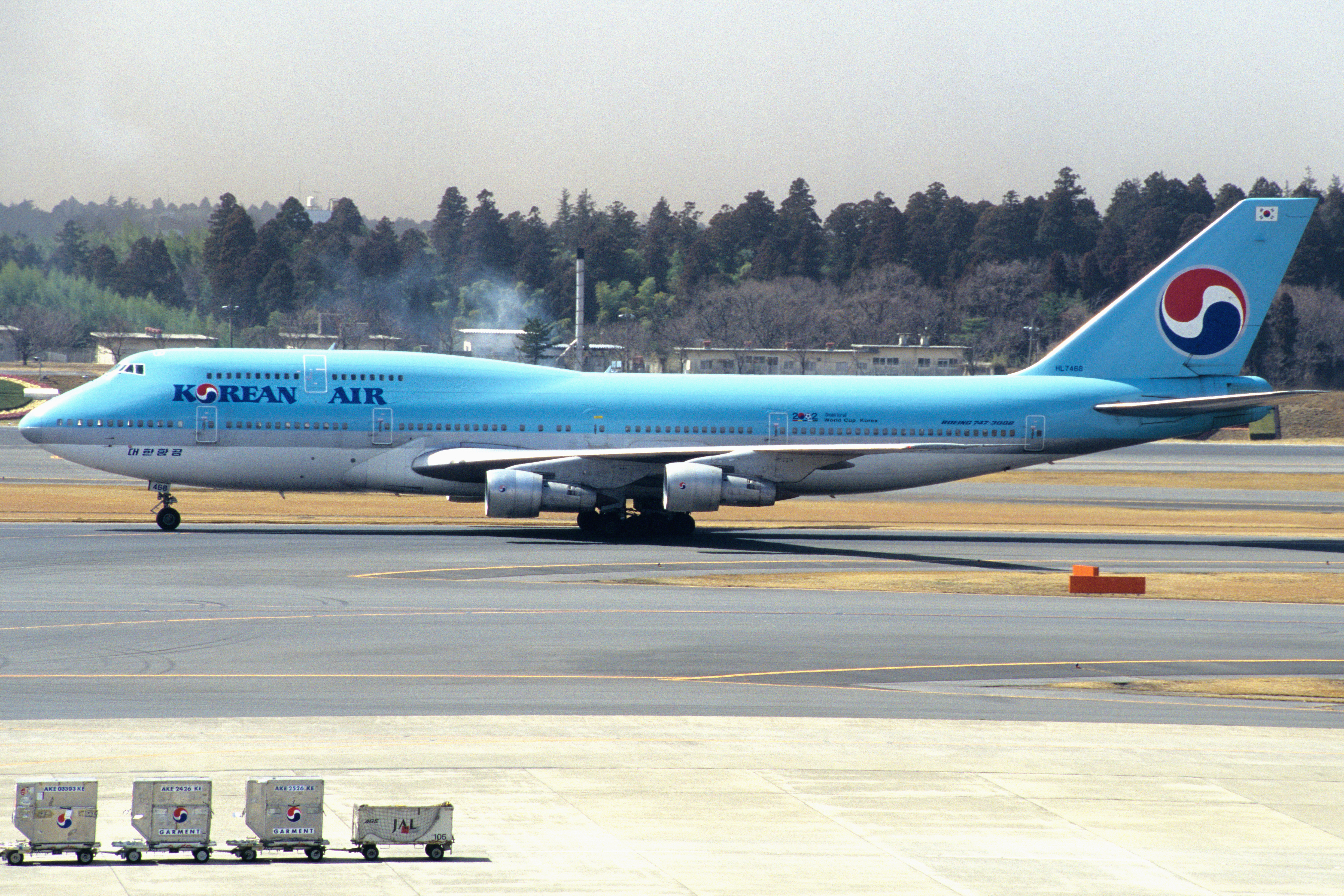
HL7468失事前的照片

涉事飞机是一架波音747-300，注册号为HL7468，于1984年12月12日交付给大韩航空，失事时机龄12年。
机长为42岁的朴鏞喆（韩语：박용철），拥有近9000小时的飞行时间，其中在波音747上飞行了3192小时，事故前不久因成功降落一架发动机在低空发生故障的波音747而获得飞行安全奖。朴机长原定飞往阿联酋迪拜，但由于连续飞行时间超过上限，因此被重新分配到801号班机。副驾为40岁的宋慶昊（韩语：송경호），拥有超过4000小时的飞行经验，其中1560小时在波音747上飞行。飞行工程师是57岁的南錫薰（韩语：남석훈），一位经验丰富飞行、飞行时间超过13000小时的飞行员，其中1573小时在波音747上。

## 事件经过
801号班机于当地时间8月5日20时53分（关岛时间21时53分）由汉城金浦国际机场起飞，机上共载有17名机组人员和237名乘客。

关岛当地时间8月6日凌晨1时，801号班机开始进行降落前准备。由于当时关岛空域下起大雨，能见度低，于是飞行员决定进行手动降落。1时40分左右，机组被允許降落6L跑道。1时42分，飞机在降落过程中誤判機場位置，機組人員誤以為客機已經飛過頭還是看不到機場位置，打算拉高重飛，但其實飛機尚差5公里才到海拔78米高的跑道，故撞上了尼米茲山山腰201米处。包括机组人员在内的254人中有228人遇难，大多数遇难乘客死于事故後的大火，只有23名乘客和3名空服員倖存。 
由於當天的天氣惡劣，發生空難的現場又位於偏遠的山區，再加上航空管制人員花了很多的時間才發現班機有可能是發生意外開始動員救難部隊，導致营救工作进行的很缓慢。由于事发地点的输油管道在坠机时被撞断并阻挡了道路，因此救援车辆很難进入坠机地点。事故中801次航班的机身破裂，从机翼内外泄的航空燃油被引燃，大火持续燃烧了8小时。

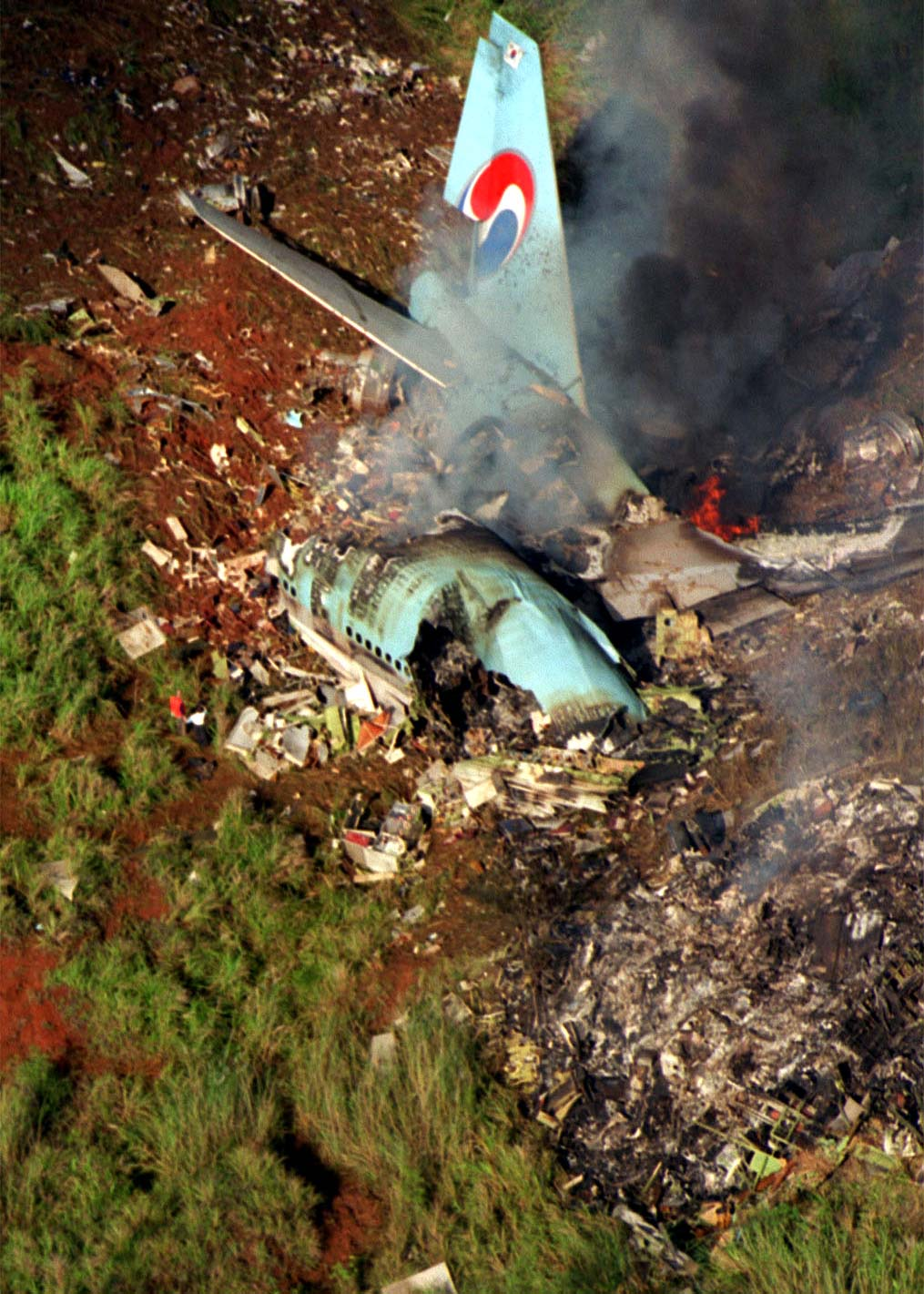
鸟瞰坠机现场

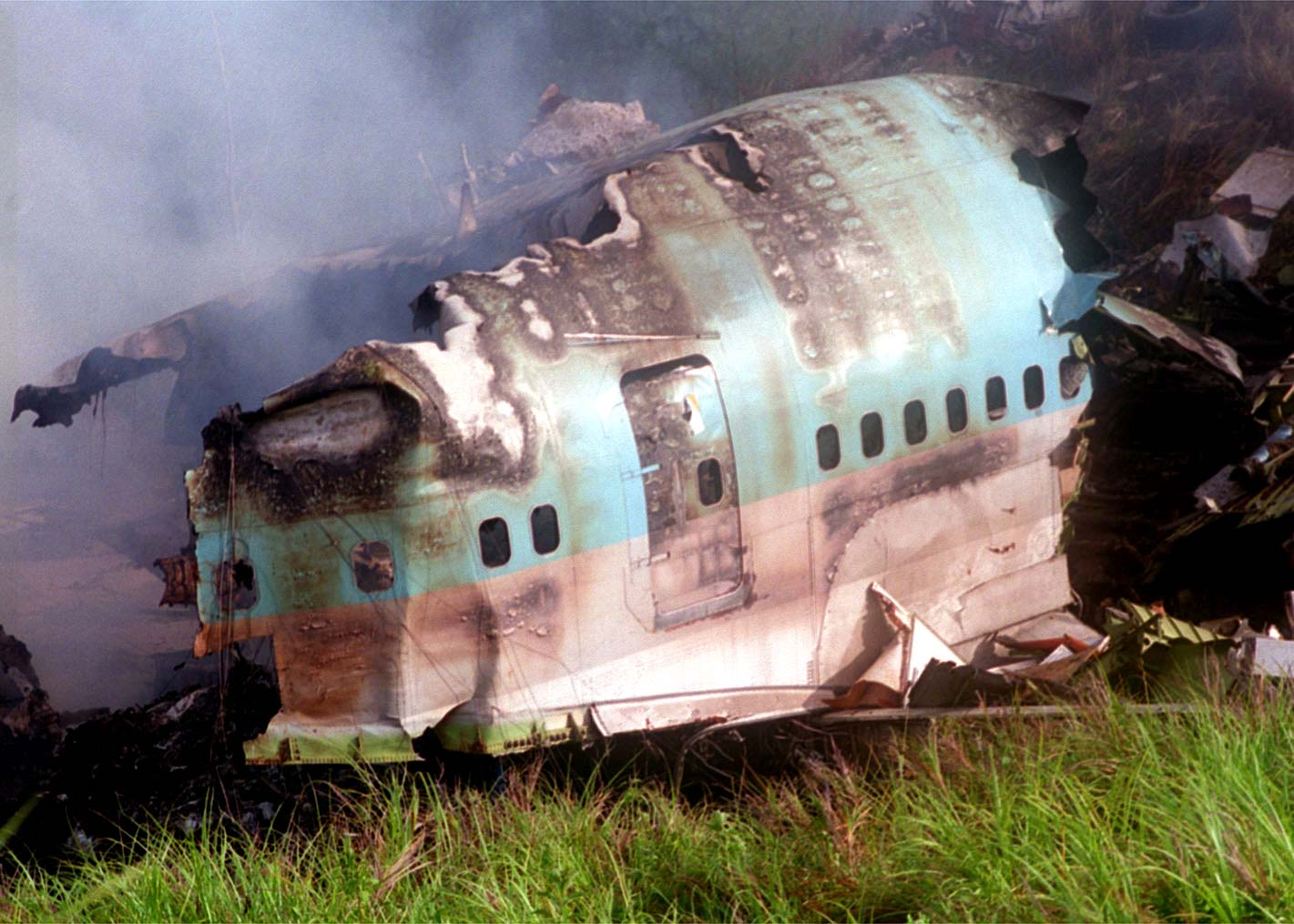
飛機殘骸

## 事后调查
美国国家运输安全委员会（NTSB）在事后的调查报告中指出事故主要原因如下：
- 801次航班在准备降落至机场6L跑道时，塔台人員曾告知韓航机组人員仪表着陆系统中的下滑道（Glide slope）信標因為故障關閉。但可能是由於其他信號源的干擾，韓航客機的機長在錄音記錄中曾一度表示他看到下滑道表尺有作動，並詢問副駕駛下滑道是不是真的故障了。
- 801次航班机长事发时没有严格的执行手动降落操作程序，并过早的下降了飞行高度，过度依靠自動操作。
- 801次航班机组人员疲劳驾驶。航空事故調查人員在墜機地點尋獲的機長隨身行李中曾發現鎮靜劑類藥物，但在遺體解剖之後證實機長並沒有服用那些藥物。
- 韩航对机组人员的相关飞行训练不够，在韩航的训练資料中，机场跑道的測距儀（Distance Measurement Equipment，簡稱DME）永遠都是設在跑道的端點，雖然這是大部分机场的設計，但關島机场6L跑道的距離量度儀表卻是設在跑道的末端5公里外的山上。因此，當機组因天氣惡劣無法看到遠處而依靠距離量度儀表來認定跑道的位置時，他們認為的跑道的末端便實際在真正跑道的末端的5公里外，導致他們过早下降飛行高度。事實上，一直到放棄降落決定重飛時，機組人員仍然以為他們就在跑道上空。
- 机场的最低安全高度警告系统（Minimum Safe Altitude Warning，簡稱M-SAW）由於經常被機場附近的錯誤訊號干擾造成誤報，因此被工程人員一再修正導致有效作用範圍離機場越來越遠，而無法涵蓋靠近機場的周邊範圍。

除了NTSB的正式報告外，一位空難的倖存者、本身也從事航空工程業的紐西蘭籍乘客貝瑞·史墨（Barry Small）表示，根據他的目擊在客機墜毀停止滑行後，第一波火勢是從客艙前排上方的行李櫃中爆出。由於該位置通常是機上空服員放置包括烈酒在內的機上免稅品之位置，因此大火極有可能是起因於緊急氧氣供應管路破裂洩漏之後遇到酒精所混和產生的易燃氣體。貝瑞在事後曾努力奔走呼籲航空公司或主管單位應審慎思考烈酒類商品在飛機上的存放位置，但獲得的回應並不熱烈。

## 意外之後

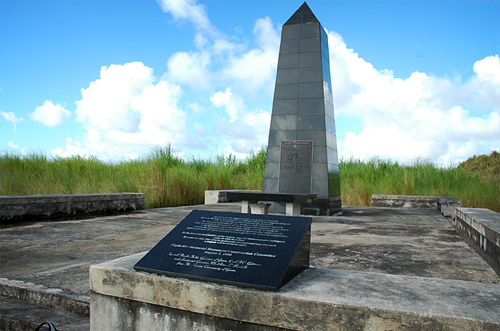
紀念碑

2000年8月6日，韩航801次班机空难3週年时，人们在当年的坠机处修建了一座由大理石制成的黑色石碑，用于悼念此次空难的遇难者。事后，韩航終止往來關島的服務，數年後恢復航線時将801次的航班号更改为805，並改用波音777-200（長程）型客機飛航。